# Delaunay (månekrater)
Delaunay er et nedslagskrater på Månen. Det befinder sig på Månens forside og er opkaldt efter den franske astronom Charles E. Delaunay (1816 – 1872).
Navnet blev officielt tildelt af den Internationale Astronomiske Union (IAU) i 1935. 

## Omgivelser
Delaunaykrateret ligger mellem La Caillekrateret mod sydvest og Fayekrateret mod nordøst. Begge disse kratere grænser til den ydre rand i Delaunay. Længere mod nordvest ligger det fremtrædende Arzachelkrater.

## Karakteristika
Krater er irregulært, og der udgår en indre højderyg fra den nordøstlige side. Den deler næsten krateret i to halvdele og giver det et hjerteformet udseende. Højderyggen bliver tyndere, hvor den nærmer sig den sydvestlige rand, hvilket får den til at ligne en krum hugtand. Den ydre kraterrand er lige så uregelmæssig, og den ujævne indre væg varierer stærkt i bredde. Den sydlige rand er specielt hårdt ramt og beskadiget af senere nedslag, hvoraf "La Caille E" trænger ind i kraterets indre.

## Satellitkratere
De kratere, som kaldes satellitter, er små kratere beliggende i eller nær hovedkrateret. Deres dannelse er sædvanligvis sket uafhængigt af dette, men de får samme navn som hovedkrateret med tilføjelse af et stort bogstav. På kort over Månen er det en konvention at identificere dem ved at placere dette bogstav på den side af satellitkraterets midte, som ligger nærmest hovedkrateret. Delaunaykrateret har følgende satellitkratere:
| Delaunay | Længde  | Bredde | Diameter |
| -------- | ------- | ------ | -------- |
| A        | 21,9° S | 2,0° Ø | 6 km     |

## Måneatlas
- Billeder af Delaunaykrateret i LPI-måneatlasset